# Anoectochilus tetrapterus
Anoectochilus tetrapterus är en orkidéart som beskrevs av Joseph Dalton Hooker. Anoectochilus tetrapterus ingår i släktet Anoectochilus och familjen orkidéer.
Artens utbredningsområde är Assam (Indien). Inga underarter finns listade i Catalogue of Life.